# Льонарство

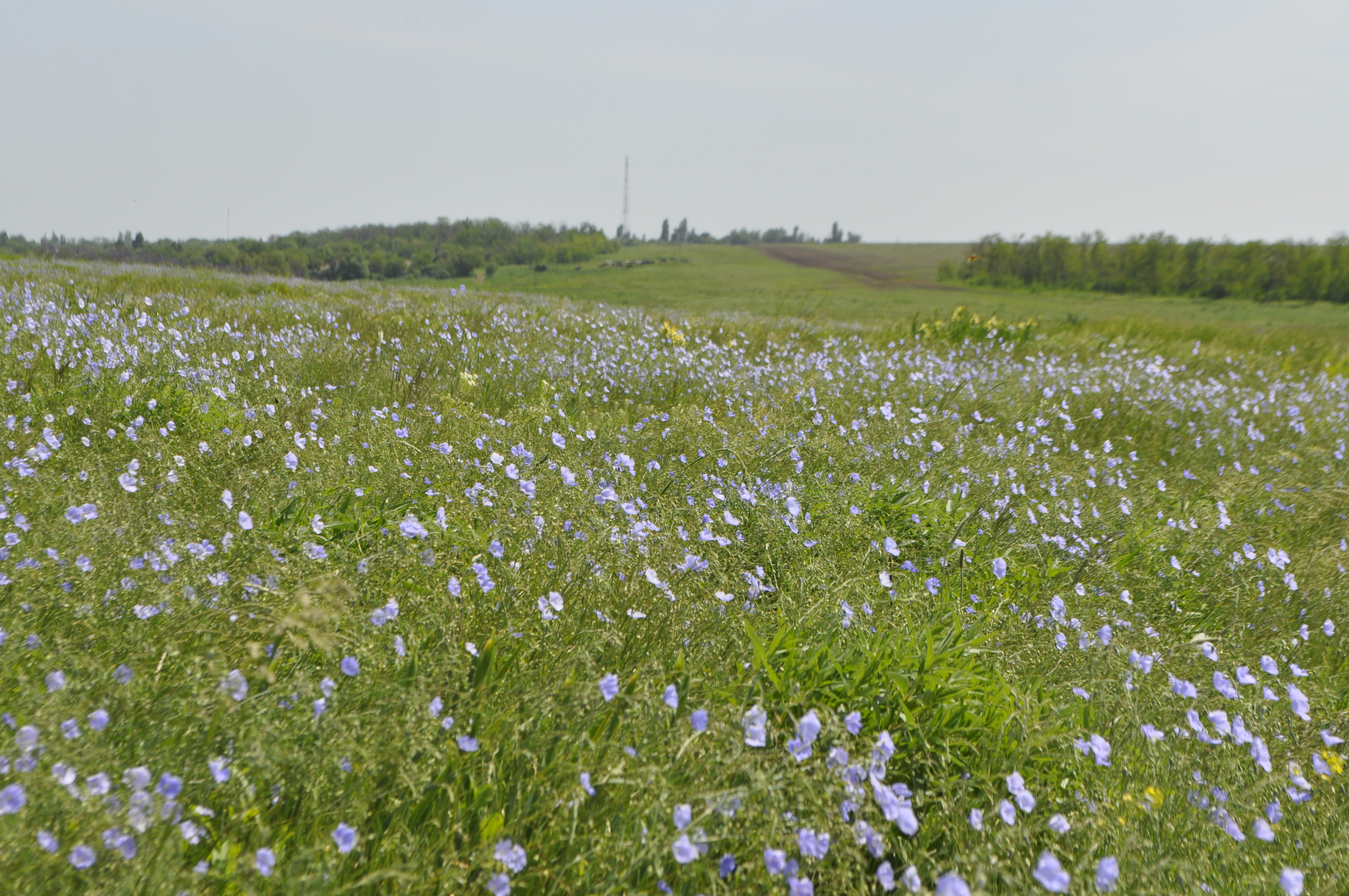
Льон

Льонарство — галузь рослинництва, що займається вирощуванням льону з метою отримання волокна та насіння. При цьому йдеться про вирощування переважно льону-довгунця, хоча для цих цілей придатні й два інших види льону: кучерявець та проміжний (межеумок).

## Історія
Льон є одним з найстаріших природних матеріалів — на території нинішньої України його вирощують вже понад два тисячоліття, а піку розвитку льонарство досягло в ХІХ ст..

## Основні напрямки льонарства
Льон — ліквідний товар, що має стабільний попит у світі. Виокремлюють два основні напрямки в льонарстві: виготовлення волокна та олій льону. Зі стебел льону отримують цінне техноволокно, яке широко використовують у текстильній, автомобільній, авіаційній, гумовій, взуттєвій та інших галузях промисловості.